# Joshua Canales
Joshua Antonio Canales Hernández (San José, Costa Rica, 20 de julio de 2000) es un futbolista hondureño que juega como mediocentro ofensivo en Aucas de la Serie A de Ecuador.

## Trayectoria

### A. D. Carmelita
Se dio su debut como jugador profesional el 28 de agosto de 2019 contra A. D. San Carlos, en el que ingresó al minuto 85 para finalizar después con derrota para los toros del norte con el marcador 1-3.

### Querétaro F. C.
Se oficializó su fichaje con el Querétaro F. C., se dio su debut en suelo mexicano en la fecha tres del torneo, contra Pumas de la UNAM, entrando al terreno de juego al minuto 89 en la victoria para los pumas (2-0).

### Tlaxcala F. C.
Fue fichado por el Tlaxcala F. C., en donde se dio su debut en la primera fecha del torneo, contra el Atlético Morelia, ingresado al terreno de juego al minuto 75, dándose su primera derrota con el equipo 0-4.

### Celaya F. C.
El 29 de diciembre de 2022, firmó por el Celaya F. C.. El 11 de enero de 2023 se dio su debut con el cuadro cajetero contra el Alebrijes de Oaxaca, Canales ingresó al minuto 58 en la victoria 0-1.

### C. S. Herediano
El 29 de enero de 2024, se oficializó su fichaje al C. S. Herediano. El 7 de febrero debutó en la competencia internacional de la Copa de Campeones de la Concacaf 2024 contra el Deportivo Toluca, Canales ingresó al minuto 37 por la derrota 1-2.

### Santos de Guápiles
El 12 de junio de 2024, se oficializó su fichaje al Santos de Guápiles en condición de préstamo por seis meses.

## Selección nacional

### Categorías inferiores
Fue convocado por el técnico Juan Carlos Cubilla a la selección de Honduras sub-17 para el Campeonato Sub-17 de la Concacaf de 2019. El 21 de abril, tuvo su debut en el torneo contra la selección de Panamá, en el que entró al terreno de juego al minuto 73 en la derrota con el marcador 4-2. En el segundo encuentro se enfrentaban contra Curazao, Joshua disputó todo el segundo tiempo después de ser ingresado al minuto 46, siendo victoria para los hondureños con el marcador 3-0. En la cuarta fecha, Joshua vuelve a tener participación, enfrentándose ante la selección de Cuba, ingresando al terreno de juego al minuto 70, siendo este partido una contundente victoria ante los cubanos, mientras Honduras lograba ganar en el marcador 7-1.
Tuvo su debut en una cita mundialista juvenil, ubicado en el grupo D, contra la selección de Japón, en el que ingresó al terreno de juego al minuto 75 en su primera derrota en el marcador 1-6. En el segundo partido se enfrentó ante Nueva Caledonia, Joshua estuvo en la alineación titular e incluso anotó realizó su anotación al minuto 27, además de colaborar una asistencia al minuto 25, disputó 78 minutos para poner el partido a favor 5-0 ante Nueva Caledonia. En el tercer encuentro, se enfrentó ante Francia, Joshua no logró tener minutos en el partido, siendo esta una derrota para los hondureños en el marcador 5-1. Honduras clasificó en la primera fase de grupos del grupo D, en la posición 3° con 3 puntos, teniéndose que enfrentar ante Brasil, Joshua estuvo en la banca de suplencia en el juego inicial, ingresando al minuto 46, disputando el segundo tiempo, siendo este partido el último para Honduras, eliminados por Brasil en el marcador 3-0.

#### Participaciones internacionales
| Competición                              | Sede   | Resultado        | Partidos | Goles |
| ---------------------------------------- | ------ | ---------------- | -------- | ----- |
| Campeonato Sub-17 de la Concacaf de 2017 | Panamá | Clasificado      | 3        | 0     |
| Copa Mundial Sub-17 de 2017              | India  | Octavos de final | 3        | 1     |

## Estadísticas

### Clubes
Actualizado al último partido jugado el 5 de mayo de 2025.
| Club                            | Div.          | Temporada     | Liga  | Liga  | Liga   | Copas nacionales | Copas nacionales | Copas nacionales | Copas internacionales | Copas internacionales | Copas internacionales | Total | Total | Total  |
| Club                            | Div.          | Temporada     | Part. | Goles | Asist. | Part.            | Goles            | Asist.           | Part.                 | Goles                 | Asist.                | Part. | Goles | Asist. |
| ------------------------------- | ------------- | ------------- | ----- | ----- | ------ | ---------------- | ---------------- | ---------------- | --------------------- | --------------------- | --------------------- | ----- | ----- | ------ |
| A. D. Carmelita · Costa Rica    |               |               |       |       |        |                  |                  |                  |                       |                       |                       |       |       |        |
| 1.ª                             | 2018-19       | 1             | 0     | 0     | —      | —                | —                | —                | —                     | —                     | 1                     | 0     | 0     |        |
| Total club                      | Total club    | 1             | 0     | 0     | 0      | 0                | 0                | 0                | 0                     | 0                     | 1                     | 0     | 0     |        |
| Querétaro F. C. · México        |               |               |       |       |        |                  |                  |                  |                       |                       |                       |       |       |        |
| 1.ª                             | 2020-21       | 1             | 0     | 0     | —      | —                | —                | —                | —                     | —                     | 1                     | 0     | 0     |        |
| Total club                      | Total club    | 1             | 0     | 0     | 0      | 0                | 0                | 0                | 0                     | 0                     | 1                     | 0     | 0     |        |
| Tlaxcala F. C. · México         |               |               |       |       |        |                  |                  |                  |                       |                       |                       |       |       |        |
| 2.ª                             | 2021-22       | 6             | 0     | 0     | —      | —                | —                | —                | —                     | —                     | 6                     | 0     | 0     |        |
| 2.ª                             | 2022-23       | 8             | 0     | 0     | —      | —                | —                | —                | —                     | —                     | 8                     | 0     | 0     |        |
| Total club                      | Total club    | 14            | 0     | 0     | 0      | 0                | 0                | 0                | 0                     | 0                     | 14                    | 0     | 0     |        |
| Celaya F. C. · México           |               |               |       |       |        |                  |                  |                  |                       |                       |                       |       |       |        |
| 2.ª                             | 2022-23       | 8             | 0     | 0     | —      | —                | —                | —                | —                     | —                     | 8                     | 0     | 0     |        |
| 2.ª                             | 2023-24       | 7             | 0     | 0     | —      | —                | —                | —                | —                     | —                     | 7                     | 0     | 0     |        |
| Total club                      | Total club    | 15            | 0     | 0     | 0      | 0                | 0                | 0                | 0                     | 0                     | 15                    | 0     | 0     |        |
| C. S. Herediano · Costa Rica    |               |               |       |       |        |                  |                  |                  |                       |                       |                       |       |       |        |
| 1.ª                             | 2023-24       | 15            | 2     | 0     | —      | —                | —                | 3                | 1                     | 1                     | 18                    | 3     | 1     |        |
| Total club                      | Total club    | 15            | 2     | 0     | 0      | 0                | 0                | 3                | 1                     | 1                     | 18                    | 3     | 1     |        |
| Santos de Guápiles · Costa Rica |               |               |       |       |        |                  |                  |                  |                       |                       |                       |       |       |        |
| 1.ª                             | 2024-25       | 12            | 0     | 0     | 1      | 0                | 0                | —                | —                     | —                     | 13                    | 0     | 0     |        |
| Total club                      | Total club    | 12            | 0     | 0     | 1      | 0                | 0                | 0                | 0                     | 0                     | 13                    | 0     | 0     |        |
| S. D. Aucas · Ecuador           | 1.ª           | 2025          | 1     | 0     | 0      | 0                | 0                | 0                | —                     | —                     | —                     | 1     | 0     | 0      |
| S. D. Aucas · Ecuador           | Total club    | Total club    | 1     | 0     | 0      | 0                | 0                | 0                | 0                     | 0                     | 0                     | 1     | 0     | 0      |
| Total carrera                   | Total carrera | Total carrera | 59    | 2     | 0      | 1                | 0                | 0                | 3                     | 1                     | 1                     | 63    | 3     | 1      |
| 1. Fuente:Transfermarkt         |               |               |       |       |        |                  |                  |                  |                       |                       |                       |       |       |        |